# Rocky road (dessert)
Il rocky road è un dolce originario dell'Australia anche diffuso nel Regno Unito e negli Stati Uniti d'America. Benché venga sempre preparato usando il cioccolato, del rocky road esistono diverse variazioni che contengono, a seconda della ricetta, frutta secca, marshmallow in miniatura e altri ingredienti dolci a piacere.

## Storia
Secondo alcuni, il rocky road sarebbe nato in Australia nel 1853 mescolando i dolci andati a male importati dall'Europa con del cioccolato di bassa qualità e della frutta secca locali per nascondere il sapore. Il dolce, il cui nome significa "strada rocciosa", prende il nome dalla sua forma, che, secondo i cercatori d'oro dell'epoca, ricorderebbe una strada pietrosa e piena di buche. La giornata nazionale del Rocky Road si festeggia il 2 giugno di ogni anno negli Stati Uniti d'America.
Il dolce ha ispirato alcune ricette, tra cui il celebre gelato ideato dal co-fondatore della Dreyer's William Dreyer, alcune pizze dolci, muffin, e pancake.